# Сирия (вилайет)
Вилайет Сирия (осман. ولايت سوريه‎, араб. ولاية سوريا‎) — административная единица первого уровня (вилайет) Османской империи. Находился на территории современной Сирии.

## История
Вилайет Сирия был образован в 1864 году. В 1887 году население вилайета составляло 701 812 человек, в 1908 году составило 1 000 000 человек. После окончания Первой мировой войны, в 1918 году территория вилайета Сирия по мандату Лиги наций попала под управление Франции и вилайет прекратил своё фактическое существование.  